# Teixidor de les palmeres
El teixidor de les palmeres (Ploceus bojeri) és un ocell de la família dels ploceids (Ploceidae).

## Hàbitat i distribució
Habita sabanes amb palmeres de Etiòpia, sud de Somàlia, centre i est de Kenya i nord-est de Tanzània.